# Tigranes II el Grande
Tigranes II el Grande (en armenio Տիգրան Մեծ, armenio oriental Tigran Mets, armenio del este  Dikran Medz, en griego antiguo: Τιγράνης ὁ Μέγας Tigránes ho Mégas; en latín: Tigranes Magnus), también llamado a veces Tigran II, fue un rey de Armenia entre 95 y 55 a. C. que llevó a Armenia a la cúspide de su poder convirtiéndola en la mayor potencia en el Este romano. Tigranes nació sobre 140 a. C. y era hijo o sobrino de Artavasdes I o de Tigranes I. Era miembro pues de la Dinastía Artáxida. Se casó con Cleopatra, hija de Mitrídates VI del Ponto.
Su reinado se vio inmerso en numerosos conflictos contra el Imperio parto y contra la República romana.

## Acceso al trono
Tigranes había sido criado como rehén hasta cumplir los 40 años en la corte del rey Mitrídates II de Partia, que había derrotado a los armenios en 105 a. C. Tras la muerte del rey Tigranes I en 95 a. C., Tigranes logró su libertad a cambio de "setenta valles en Media Atropatene" (actualmente en el Azerbaiyán iraní) según registra el historiador romano Estrabón:

La fortuna experimentada por Tigranes fue variada, en un principio fue huésped de los partos y, aunque luego obtuvo el privilegio de volver a casa, ellos recibieron como recompensa setenta valles en Armenia que conquistaba su abuelo Artaxias
Estrabón 11.14.15

Cuando subió al poder, la base de poder real se encontraba ya preparada gracias al fundador de la Dinastía Artáxida, Artaxias I de Armenia, y sus sucesores. Sin embargo, las montañas de Armenia formaban fronteras naturales entre las diferentes regiones favoreciendo el feudalismo y la creación de estados nobiliarios cuasiindependientes llamados nakharar. Esto no detuvo a Tigranes, que quería crear un estado unificado, por lo que comenzó su gobierno consolidando el poder real.
También depuso a Artanes el último rey de Sofene, de la dinastía armenia rival descendiente de Zariadres.

## Aliado del Ponto

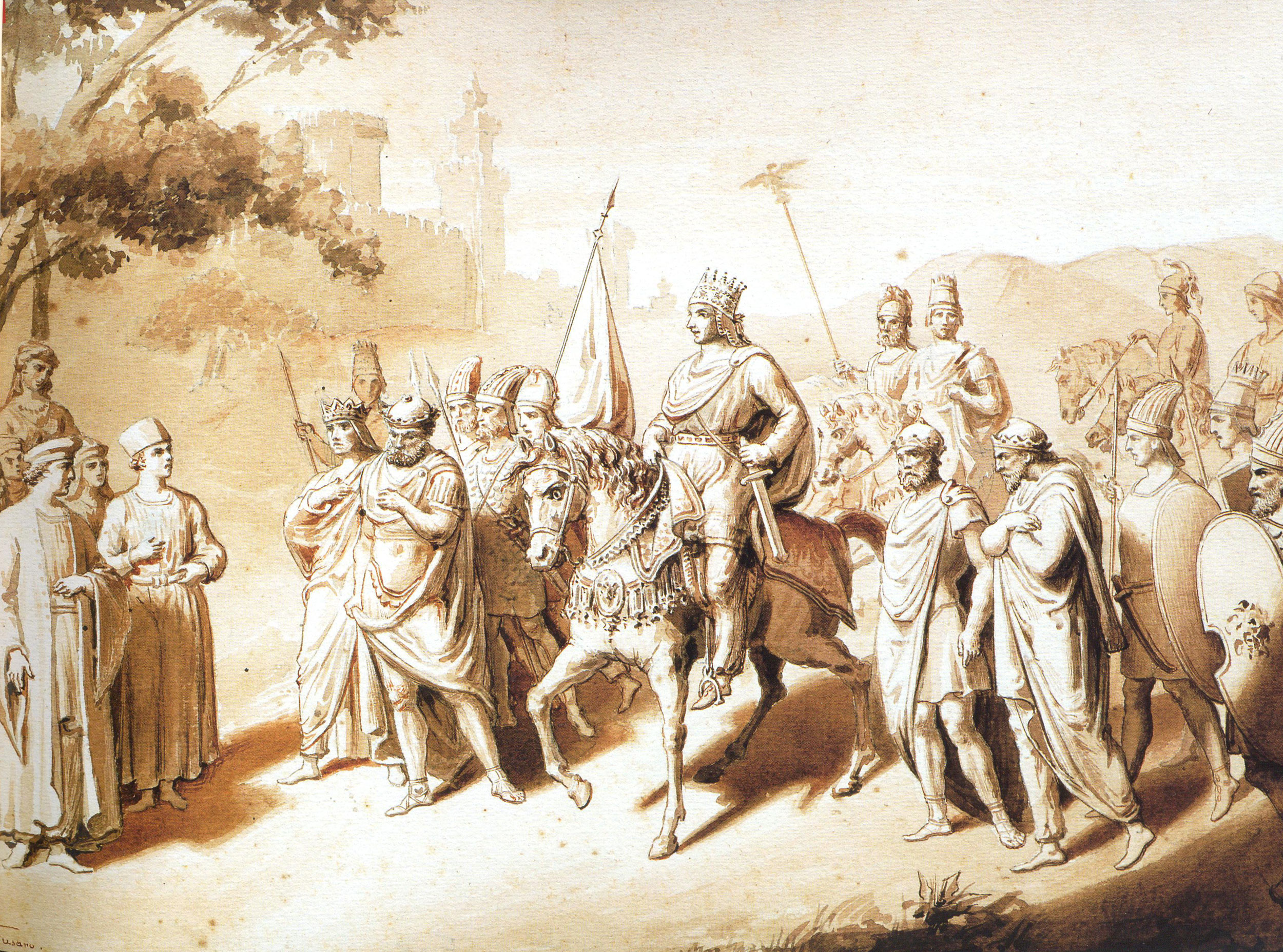
Tigranes el Grande con cuatro reyes vasallos

Rápidamente reforzó su posición en la región y consolidó su alianza con Mitrídates casándose con su hija Cleopatra. Tigranes acordó con él un reparto de sus influencias en la región: mientras se reservaba Oriente Medio, dejaba a Mitrídates, Anatolia y las posesiones romanas en Grecia y los Balcanes, creando así Mitrídates un estado heleno fuerte como contención de Roma.
Durante la primera guerra mitridática (90 a 85 a. C.), Tigranes apoyó a Mitrídates VI del Ponto frente a su rival Nicomedes IV de Bitinia, pero evitó cautelosamente el involucrarse directamente en la guerra. 
Por esa época, en el 88 a. C., los romanos acusaron a Mitrídates de la masacre de cerca de 80.000 ciudadanos romanos en la Provincia de Asia. Finalmente, los intentos de los dos reyes de controlar Capadocia, así como las acusaciones de relación con la matanza decidieron al Senado romano a intervenir, nombrándose al cónsul Lucio Cornelio Sila comandante del ejército destinado contra Mitrídates.

## Relaciones con el Imperio parto
Tras la derrota de Artavasdes I, el joven príncipe fue enviado como rehén a Partia, llevando una cómoda pero restringida vida. Tigranes fue liberado por Mitrídates II cuando el trono armenio quedó vacante con la muerte de Tigranes I (95 a. C.). 
Tigranes debía el trono a Mitrídates II, al mismo tiempo la fuerza militar de Partia impedía cualquier intento armenio de desembarazarse de la influencia parta,  por lo que durante estos años se mantuvo en un segundo plano respecto a sus relaciones con el Imperio parto. Tras la muerte de Mitrídates II de Partia en el 91 a. C., Tigranes mantuvo la alianza con sus vecinos llegando, incluso, a casar a una de sus hijas, Arzayate con el rey Gotarces I, hijo y sucesor de Mitrídates II. Tigranes ayudó a su yerno en su lucha contra el usurpador Sinatruces, quien se había rebelado en el 93 a. C. contra el poder central.
Sin embargo cuando Gotarces I murió en el 87 a. C. un posible hijo de Mitrídates II, Mitrídates III, usurpó el trono que correspondía a Orodes I, hijo de Gotarces y Arzayate; Tigranes aprovechó la situación para atacar a Partia.
Estrabón lo narra así:

"Cuando tuvo el poder, recuperó esos setenta valles y devastó el país de los partos, el territorio alrededor de Nínive y Arbela. Sujetó a su autoridad Media Atropatene, [...] y por la fuerza de las armas obtuvo posesión del resto de Mesopotamia y, tras cruzar el Éufrates, de Siria y Fenicia.
Estrabón 11.14.16

## Conquistador del Imperio seléucida

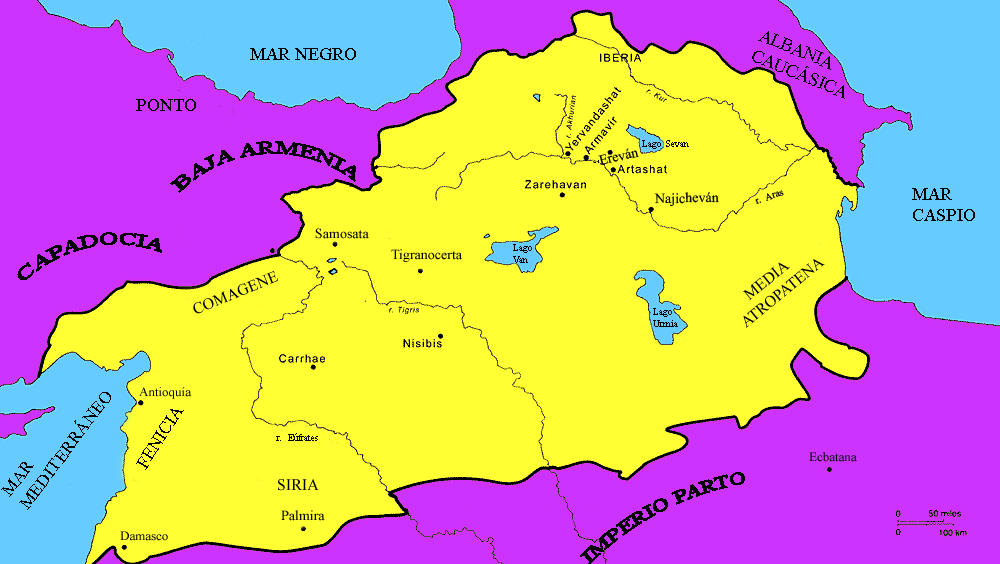
El Imperio de Tigranes en su apogeo.

En el 88 a. C., tras una sangrienta disputa por el trono de Siria, en manos de los seléucidas, los sirios escogieron a Tigranes como protector de su reino y le ofrecieron la corona del Reino de Siria. Posteriormente conquistó Fenicia y Cilicia, poniendo fin al Imperio seléucida, aunque algunas ciudades parecen haber reconocido al niño Seleuco VII. Muchos de los habitantes de esta nueva provincia de Armenia fueron enviados a la nueva capital, Tigranocerta.
Con esto, su imperio se extendía desde el Cáucaso cercano al mar Negro en el este a Mesopotamia en el Oeste, y desde el mar Caspio al Mediterráneo. Su frontera sur llegó con esta expansión hasta Acre. Tigranes parece haber llegado hasta Ecbatana y reivindicado el título de rey de reyes, que según la numismática, parece no haber sido usado por los reyes partos.

## Guerras contra Roma

El Imperio de Tigranes y los territorios vasallos en su máxima expansión, antes de que Roma le hiciera retroceder.

Tras su derrota contra los romanos, Mitrídates encontró refugio en la Armenia de su yerno y aliado Tigranes. El general romano Lucio Licinio Lúculo exigió entonces su expulsión. La negativa de Tigranes supuso la guerra.
El 6 de octubre del 69 a. C., Tigranes fue vencido en la batalla de Tigranocerta. Los guardias no armenios de la ciudad le traicionaron y abrieron las puertas de la capital a los romanos, teniendo Tigranes entonces que enviar a seis mil jinetes para rescatar sus mujeres y tesoros. Al año siguiente, el 6 de octubre de 68 a. C., las fuerzas combinadas del Ponto y Armenia se volvieron a enfrentar a Lúculo en la antigua capital de Artaxata. Dadas las severas bajas que sufrieron los romanos, Lúculo tuvo que enfrentarse al descontento de sus tropas y a tres motines en el 68 y el 67 a. C.  Frustrado por la indisciplina de sus tropas y la dificultad del terreno del norte de Armenia, se retiró al sur y saqueó Nísibis, defendida por el hermano de Tigranes. Sin embargo, dada su falta de una victoria decisiva o de la captura de alguno de los dos reyes, Lúculo fue destituido y reemplazado por Pompeyo.
Tras vencer a uno de sus hijos menores (también llamado Tigranes), que había sido armado por los partos de Fraates III y que tuvo que huir a buscar protección romana, Tigranes recuperó la mayor parte de su territorio. Mitrídates, mientras, volvió al Ponto con ocho mil hombres.

## Declive
En el 66 a. C. Pompeyo avanzó hacia Armenia, con el joven hijo del rey. Tigranes, de 75 años ya, se rindió. Pompeyo fue generoso, y le devolvió parte de su antiguo imperio a cambio de 6.000 talentos de plata. Su hijo rebelde fue enviado entonces a Roma como rehén.
Tigranes continuó su reinado en Armenia como amigo y aliado del pueblo romano hasta su muerte en el 55 a. C.
| Predecesor: Tigranes I                           | Rey Armenia (de la Dinastía artáxida) 95 a. C. - 55 a. C. | Sucesor: Artavasdes II         |
| Predecesor: Filipo I Filadelfo Antíoco X Éusebes | Rey de Siria 83 a. C. - 69 a. C.                          | Sucesor: Antíoco XIII Asiático |